# Fortuné du Boisgobey

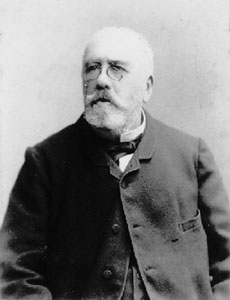
Fortuné du Boisgobey.

Fortuné du Boisgobey, pseudonym för Fortuné Hippolyte Auguste Abraham-Dubois, född den 11 september 1821, död den 26 februari 1891, var en fransk författare.
Boisgobey, som var tjänsteman vid uppbördsverket, uppträdde sent inom skönlitteraturen och skrev en mängd äventyrsromaner av samma art som Ponson du Terrails och Émile Gaboriaus, med vilka han inte utan framgång tävlade. Det må vara nog att anföra Le forçat colonel (1872), La vieillesse de M. Lecoq (1878; Lecoqs sista bragd), La main coupée (1880; Den afhuggna handen, eller nihilisterna i Paris) och Marie Bas-de-laine (1889; Strump-Marie). Boisgobeys reseskildring Du Rhin au Nil (1876) är av samma typ.

## Böcker på svenska
- Murarebröderna (anonym översättning?, D. F. Bonnier, 1877)
- Lecoqs sista bragd (La vieillesse de M. Lecoq) (översättning H. H., Hj. Möller, 1879)
- Den afhuggna handen, eller nihilisterna i Paris (La main coupée) (översättning F. Sterky, Liljestrand, 1881)
- Herr Lecoqus ålderdom (La vieillesse de M. Lecoq) (anonym översättning?, Norrköpings tidningar, 1882)
- Hvem?: ett blad ur en verldstads mysterier (översättning Alfred Svensson, Lamm, 1885)
- Ett giftermål af böjelse (översättning O. H. D. (dvs. Oscar Heinrich Dumrath), Adolf Bonnier, 1888)
- Strump-Marie (Marie Bas-de-laine) (översättning Johannes Granlund, Beijer, 1890)
- Mordet på operamaskeraden (anonym översättning?, Bonnier, 1893)